# Bársonyos poszméh
A bársonyos poszméh (Bombus confusus) a méhfélék családjába tartozó, Európában és Közép-Ázsiában honos méhfaj. 

## Megjelenése
A bársonyos poszméh közepes méretű. Színe alapvetően fekete, de a potroh végének (a 4-6 hátlemez) szőrzete vörös, illetve a 2-3. haslemez széle is vöröses. Szőrzete bársonyos, nyírottnak látszik. A harmadik csápíz rövidebb vagy akkora, mint a negyedik és ötödik együttvéve. A hím szemei feltűnően nagyok és előretekintőek.  
Alfaja a ritka poszméh (B. confusus ssp. paradoxus), amelyet korábban külön fajként tartottak számon. Ennek színezete jelentősen eltér, potroha sárgán csíkos, a vége pedig fehér. 

### Hasonló fajok
A hasonló színezetű kövi poszméhhel téveszthető össze, amelynek harmadik csápíze jelentősen hosszabb, mint a negyedik és ötödik együtt.  

## Elterjedése
Eurázsiában honos, egy európai és egy különálló közép-ázsiai populációval. Európában a Pireneusoktól Nyugat-Szibériáig megtalálható, Skandináviából és a Brit-szigetekről hiányzik. Magyarországon ritka, korábban az Északi-középhegységben és a Bakonyban voltak állományai, újabb adatok nem ismertek. 

## Életmódja
Nyíltabb, ligetes sztyeppjellegű élőhelyeken fordul elő, valószínűleg nedvességkedvelő. Társas életmódot folytat. A megtermékenyített anyák áttelelnek. Tavasszal áprilistól kezdve repülnek és szeptemberben is láthatók még dolgozói. Fészkelési szokásai nem ismertek, valószínűleg közeli rokonaihoz hasonlóan sekélyen a talajfelszín alatt vagy közvetlenül a talaj felszínén fészkel. Főleg a nehezebben megközelíthető nektárú virágokon (pillangósok, ajakosok) táplálkozik, de a hímek gyakran látogatják a bogáncs és aszat virágait is. A hímek a poszméhek között szokatlan módon területvédő viselkedést mutatnak. 

## Természetvédelmi helyzete
Az utóbbi évtizedekben létszáma mindenütt erősen megritkult. 
Magyarországon védett, természetvédelmi értéke 10 000 Ft.

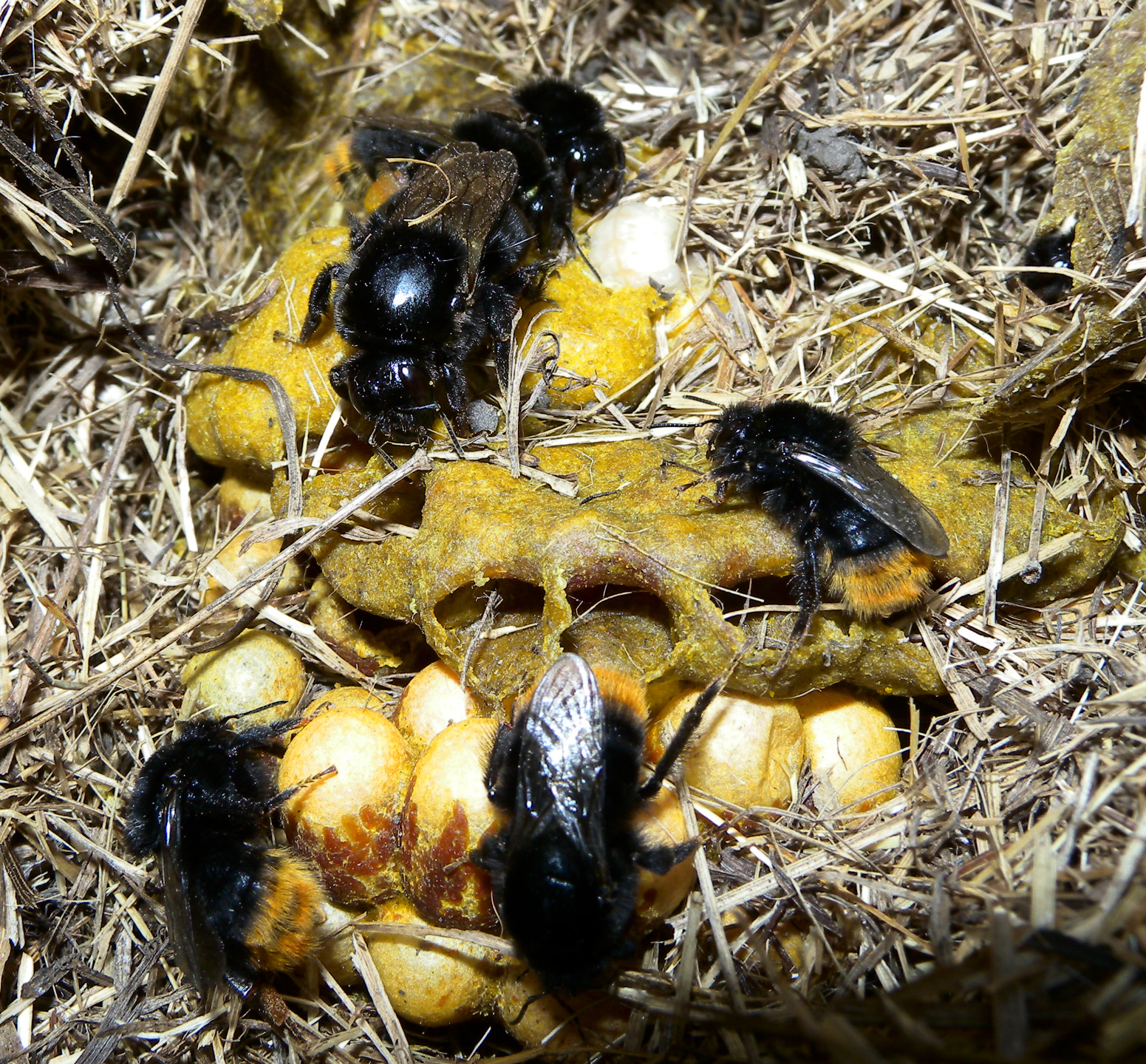
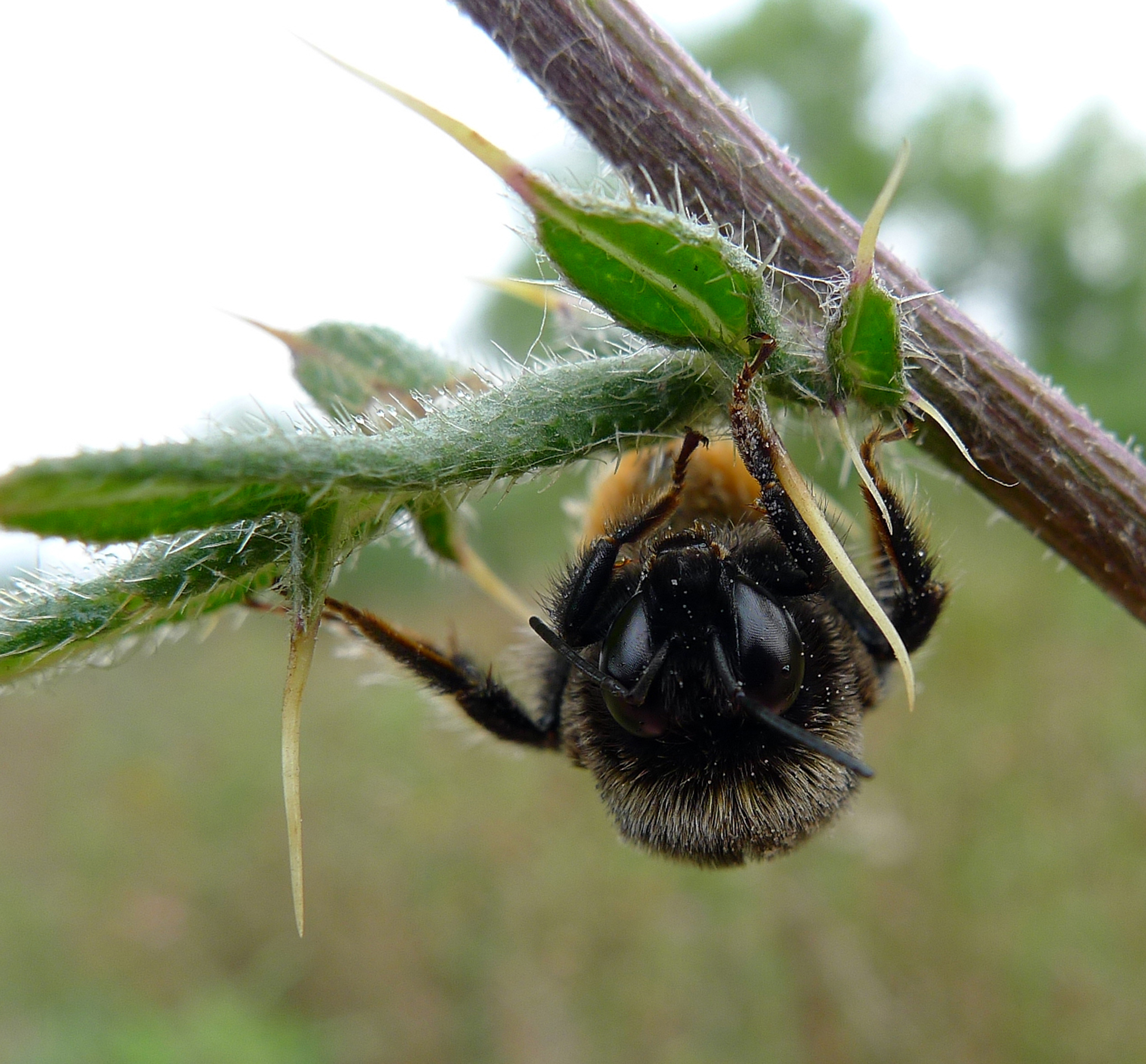
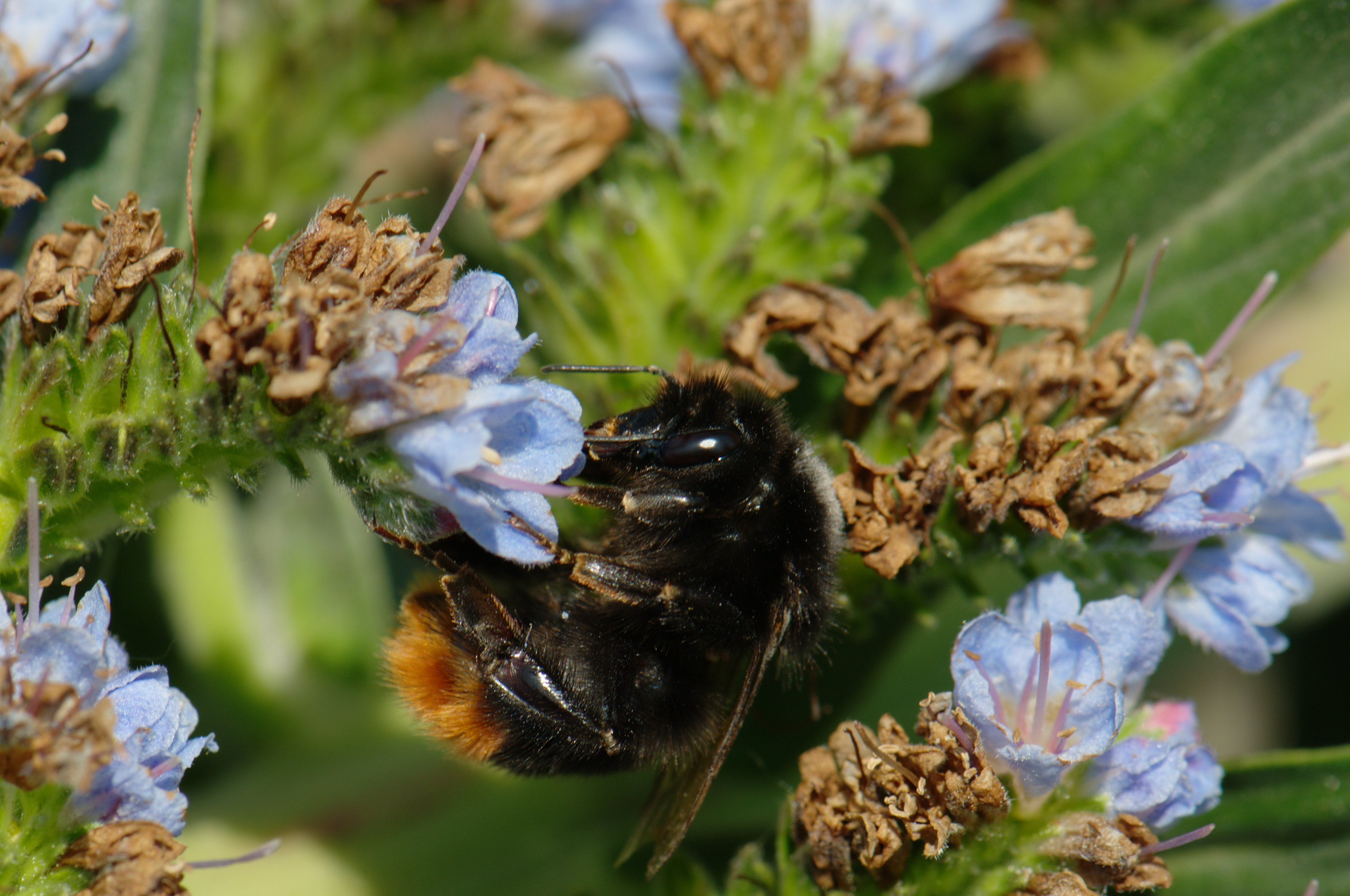
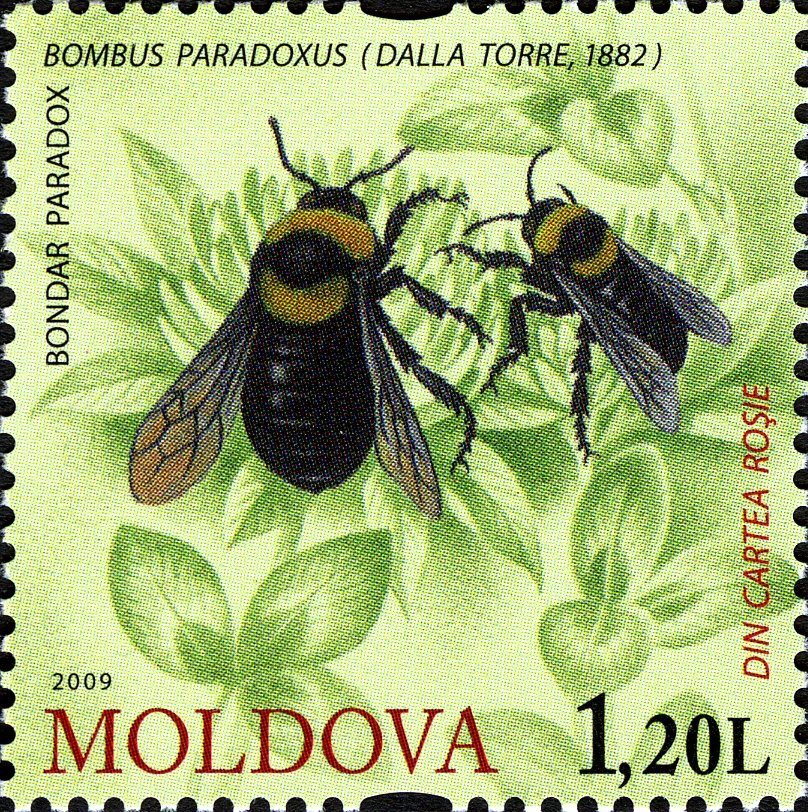